# João Francisco Marques
João Francisco Marques (Póvoa de Varzim, 9 de Janeiro de 1929 — Póvoa de Varzim, 6 de Março de 2015) foi um sacerdote católico e também um historiador e um professor universitário português. Licenciou-se e doutorou-se em História, tendo como áreas de especialização a história religiosa/social e a parenética portuguesa, temas sobre os quais tem numerosos estudos e publicações. Foi assistente e professor da Faculdade de Letras da Universidade do Porto, de 1977 à jubilação (1999). Doutorou-se em 1984, sob a orientação do Mestre francês Jean Delumeau (do Collège de France); agregou-se em 1990 e atingiu a cátedra em 1992. De 1985 a 1988 presidiu ao Conselho Directivo da Escola, e de 1994 a 1996 à Comissão Científica do Departamento de História.

## Biografia
João Francisco Marques viveu na Póvoa de Varzim, onde nasceu a 9 de Janeiro de 1929. Frequentou  o curso dos Seminários Arquidiocesanos de Braga, entre 1940 e 1952 e o 3º ciclo dos liceus, obtido em 1961 no Liceu Normal D. João III, em Coimbra. Aí se licenciou em História, em Julho de 1970, tendo apresentado a dissertação "A Parenética Portuguesa e a Dominação Filipina". Este estudo pioneiro, revelador da interferência da pregação portuguesa de matriz patriótica no período filipino, iniciou a sua especialização em história religiosa/social e a parenética portuguesa, temas sobre os quais publicou amplamente.
Entre 1976 e 1985 exerceu o cargo de Director do Museu Municipal de Etnografia e História da Póvoa de Varzim, ficando o actual edifício a dever-se à sua iniciativa. Foi Presidente do Centro de Estudos Regianos de Vila do Conde e assessor do realizador Manuel de Oliveira no domínio da sua especialidade (História).
Em sua homenagem, a Câmara Municipal da Póvoa de Varzim fez sair o volume 48 (2016) do seu Boletim Cultural integralmente dedicado a João Francisco Marques. Coordenado pela sua Directora, Dr.ª Maria da Conceição Nogueira, foi feito o seu lançamento público a 18 de Outubro de 2016.